# دالان‌کن کامپو
دالان‌کن کامپو (نام علمی: Geositta poeciloptera) نام یک گونه از سرده دالان‌کن‌ها است.